# Dominique Audibert
Pour les articles homonymes, voir Audibert.
Dominique Audibert, né à Marseille le 4 novembre 1735 et mort à Saint-Germain-en-Laye le 10 août 1821, est un négociant marseillais.

## Biographie
Issu d'une famille protestante de grands négociants, Dominique Audibert est le fils de  Joseph Audibert, négociant et armateur à Marseille, et d'Elisabeth Rose Audibert. Il épouse Élisabeth Seimandy, qui appartient à ce même milieu et est la tante du général Jean-Pierre Aaron Seimandy de Saint-Gervais. Négociant fortuné, il réunit une belle collection artistique dans son hôtel particulier qu'il achète le 22 décembre 1785 à la famille Bourlat de La Force et qui se situe au no 11 de l'actuelle rue Armény.
Homme cultivé, il entretient une relation épistolaire avec Necker et Voltaire ; il a été un des premiers à pousser ce dernier à intervenir dans le procès de l'affaire Calas.
Il est nommé à l'Académie de Marseille le 9 août 1763 dont il sera le secrétaire perpétuel de 1784 à 1787. Il prononce l'éloge historique de plusieurs personnalités dont celui de Michel-François Dandré-Bardon le 6 avril 1785 et de Louis Joseph Denis Borély le 25 août 1785. Audibert est membre de la chambre de commerce de Marseille de 1787 à 1791 ; il se montre partisan des idées nouvelles et en 1791 accepte de faire partie du corps des élus et devient membre du district de Marseille. En 1803 il est désigné par arrêté du 2 floréal an XI (22 avril 1803) avec Antoine-Ignace Anthoine, futur maire de Marseille, pour représenter Marseille au Conseil général du commerce ; il y siège  jusqu'en 1814.
À la Restauration, il se retire à Saint-Germain-en-Laye où il meurt le 10 août 1821.